# فریگیت کلاس نیجین
فریگیت کلاس نیجین (به انگلیسی: Najin-class frigate) یک کلاس از کشتی است که طول آن ۳۲۸ فوت (۱۰۰ متر) می‌باشد.